# K.u.k. Husarenregiment „Graf Nádasdy“ Nr. 9

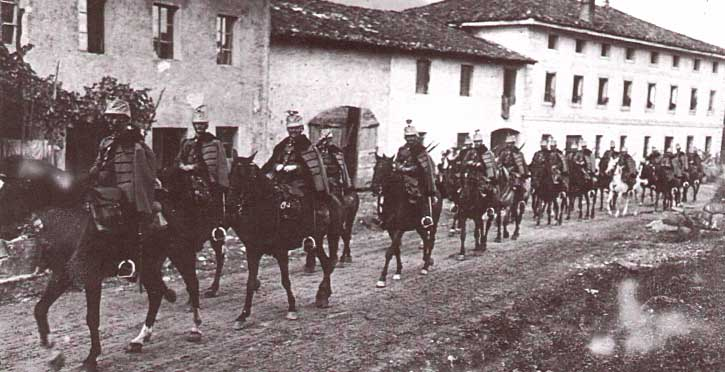
Husaren während des Ersten Weltkrieges

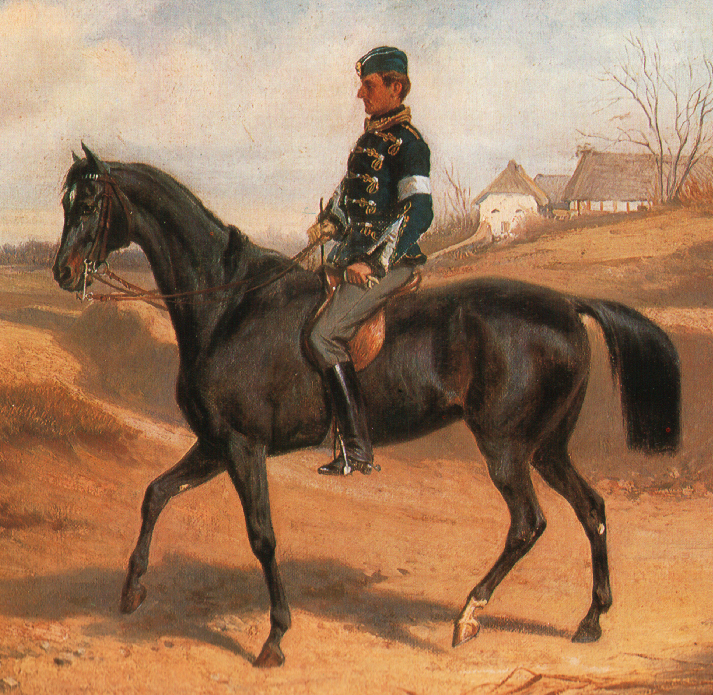
Der Kommandant des Regiments, Oberst Graf Pejacsevich 1864

Das Husarenregiment „Graf Nádasdy“ Nr. 9 war als Österreichisch-Habsburgischer Kavallerieverband aufgestellt worden. Die Einheit existierte danach in der k.k. bzw. Gemeinsamen Armee innerhalb der Österreichisch-Ungarischen Landstreitkräfte bis zur Auflösung 1918.
Bei Aufstellung einer Rangliste im Jahre 1769 erhielt das Regiment die Ranglistenbezeichnung Cavallerie-Regiment Nr. 11 zugewiesen.
Im Jahre 1888 wurde angeordnet, dass das Regiment den Namen „Graf Nádasdy“ für alle Zeiten zu führen habe.
Alle Ehrennamen der Regimenter wurden im Jahre 1915 ersatzlos gestrichen. Das Regiment sollte von da an nur noch „Husarenregiment Nr. 9“ heißen. (Dies ließ sich jedoch im allgemeinen Sprachgebrauch nicht durchsetzen, einerseits weil sich niemand daran hielt, andererseits hatte die sparsame k.u.k. Militäradministratur verfügt, zuerst alle vorhandenen Stempel und Formulare aufzubrauchen.)

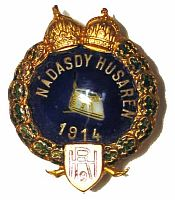
Wappen des K.u.K. Nádasdy Husaren Regiment Nr. 9. im 1914

## Status und Verbandszugehörigkeit 1914
V. Korps – 10. Kavallerie Truppendivision – 8. Kavalleriebrigade
Nationalitäten: 81 % Magyaren – 19 % Sonstige
Uniform: Dunkelblaue Attila mit weißen Oliven und weißem Tschakobezug
Kommandant: Oberstleutnant Alexander Haas
Regimentssprache: ungarisch

## Errichtung
- Am 10. Dezember 1688 erhielt der Generalfeldwachtmeister  Graf Czobor von Kaiser Leopold I. ein Patent, im Oberungarn zwei Husaren-Regimenter zu je 1.000 Mann anzuwerben (Graf Czobor hatte bereits 1685 das irreguläre Husaren-Regiment Banderia aufgestellt). Die Aufstellung des einen Regiments wurde dann jedoch aus unbekannten Gründen dem Obristen Johann Graf Pálffy ab Erdöd aufgetragen, der auch der erste Inhaber wurde. Es war das erste reguläre Husarenregiment des kaiserlichen Heeres. (Das zweite Regiment, aufgestellt von Graf Czobor, bekam nach seinem Tod 1691 der Obrist Adam Kollonits. Es wurde 1721 aufgelöst.)
- 1690 Überzähligen Mannschaften und Offiziere vom Regiment Deák-Husaren übernommen.
- 1700 war das Regiment zur Auflösung bestimmt, wurde jedoch stattdessen reorganisiert und im Dienst belassen.
- 1706 Teile der aufgelösten Husaren-Regimenter Gombos, Czungenberg und Csáky wurden eingegliedert
- 1721 Die sich in sehr schlechtem Zustand befindliche Einheit wurde mit dem Husaren-Regiment Joseph Esterházy zusammengelegt
- 1731 die Auctionskompanie wurde auf die Husaren-Regimenter Dessewffy (später Nr. 3) und Czungenberg (später Nr. 8) aufgeteilt

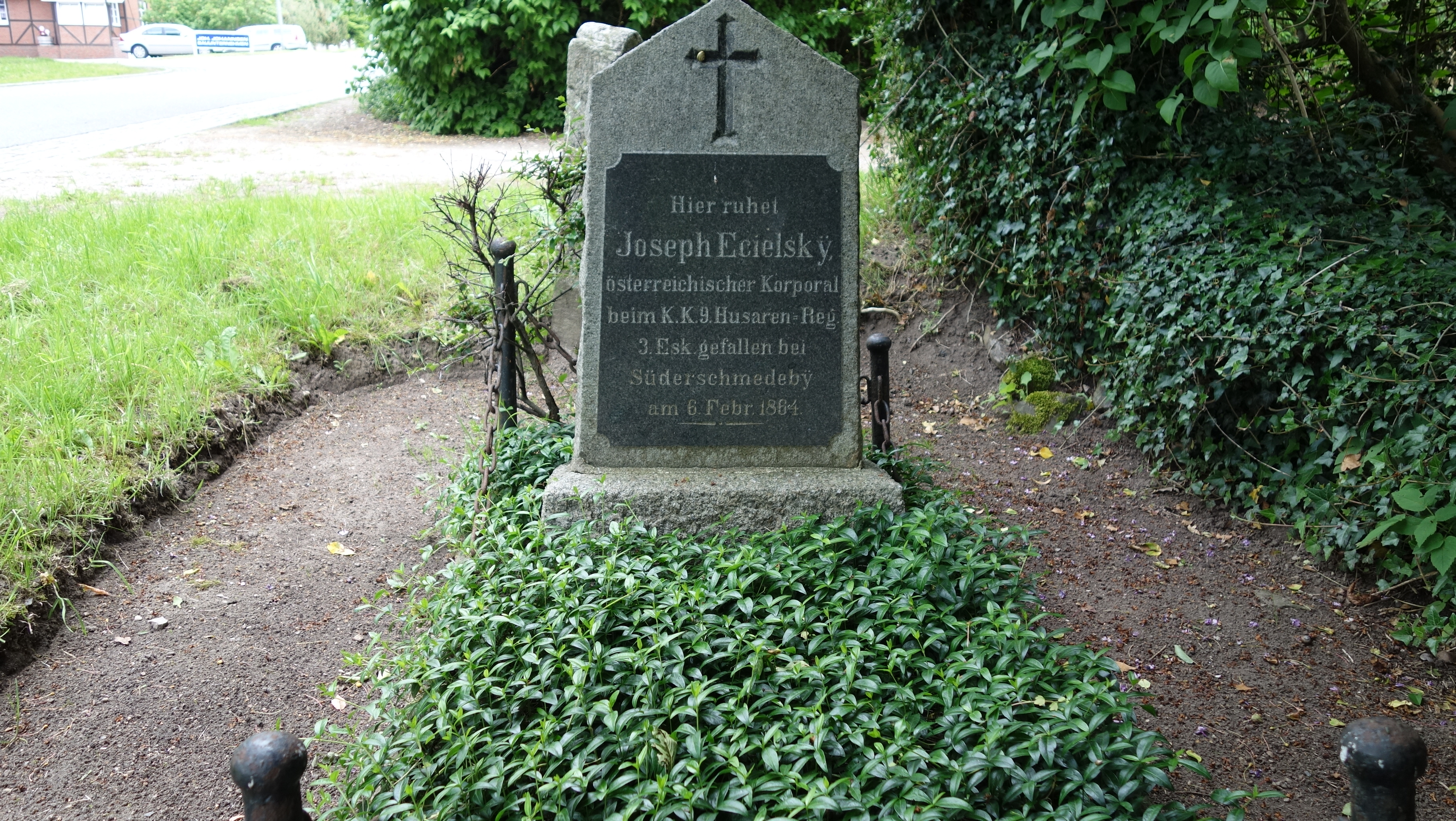
Grab des Korporals Joseph Ecielsky, 3. Eskadron, Husarenregiment Nr. 9 in Süderschmedeby (südl. Flensburg)

- Grab des Korporals Joseph Ecielsky, 3. Eskadron, Husarenregiment Nr. 9 in Süderschmedeby (südl. Flensburg)1748 eine Eskadron des Husaren-Regiments Trips wurde eingegliedert
- 1768 eine Eskadron des Husaren-Regiments Emerich Esterházy wurde eingegliedert
- 1769 Das Regiment erhielt die Ranglistennummer 11 der kaiserlichen Kavallerie
- 1775 die Oberst-Division des Husarenregiments Wurmser wurde eingegliedert
- 1798 die 3. Majors-Division wurde an das neu aufgestellte Husarenregiment Nr. 5 abgegeben. Das Regiment erhielt die Husaren-Stammlistennummer 9
- 1849 Nach der Teilnahme an der ungarischen Revolte erfolgte die Reorganisation und der Neuaufbau des Regiments in Leibnitz in der Steiermark
- 1860 eine aus der aufzulösenden 4. Division formierte Eskadron wurde an das Freiwilligen-Husaren-Regiment Nr. 1 abgegeben

### Ergänzungsbezirke
- 1781 Veszprém, später Esseg
- 1853 Ofen
- 1857–60 Komorn, Neusohl, Ofen
- 1860 Raab und Stuhlweißenburg
- 1867–74 Gran
- 1874–89 Komorn und Raab
- Ab da im Territorialbezirk Preßburg

## Friedensgarnisonen
| I. | II. | III. |
| --- | --- | --- |
| - 1698 verteilt auf ganz Ungarn - 1714 Kardszag - 1715–17 Szegedin - 1718–20 verteilt auf ganz Serbien - 1721 in Sizilien - 1727–34 Neapel - 1735–37 Steinamanger - 1739–41 Warasdin - 1749 Kanizsa, St. Gotthard - 1753 Puchów - 1754 Deés - 1755–56 Máramaros - 1763 Sárospatak - 1765 Komitat Abauj - 1767 Rosenau - 1772 Rozwadow | - 1776–78 Tarnopol - 1779 Wien - 1787–88 Bukowina - 1791–93 Esseg - 1797–99 Pettau - 1801–06 Esseg - 1808–09 Pettau - 1810 Radkersburg - 1811 Kanizsa - 1812 Hódmezővásárhely - 1813 Ziolkiew - 1814 Mailand - 1815–21 Lodz - 1821 Neapel, Aversa - 1825 Vicenza - 1829 Ehrenhausen | - 1830 Pardubitz - 1845 Wien - 1847 Prossnitz - 1848 Körmend - 1849 Leibnitz - 1850 Graz, Kundratitz in Böhmen - 1851 Beneschau und Austerlitz - 1854–66 Pardubitz - 1869 St. Georgen - 1870 Raab - 1874 Stuhlweißenburg - 1877 Fünfkirchen - 1880 Ruma - 1884 Ödenburg - 1914 Stab, II.DivKdo + 5. Esk. Mitrowica – I. DivKdo, 1. + 3. Esk. Ruma – 4. Esk India – 6. Esk. Zimony – 2. Esk. Bijeljina |

## Regimentsinhaber
- 1688 Obrist Johann Graf Pálffy ab Erdöd (Husaren-Regiment Graf Pálffy)
- 1700 Obrist Ladislaus Freiherr  Ebergényi (Husaren-Regiment Ebergényi)
- 1724 Generalfeldwachtmeister Georg Emerich Graf Csáky de Keresztegh (Husaren-Regiment Graf Csáky de Keresztegh)
- 1741 Generalfeldwachtmeister Franz Leopold Graf Nádasdy auf Fogaras (Husaren-Regiment Graf Nádasdy)
- 1783 Feldmarschall-Lieutenant Johann Nepomuk Graf Erdödy de Monyorókerék (Husaren-Regiment Graf Erdődy de Monyorókerék)
- 1798 Änderung der Namensgebung in Husaren-Regiment Nr. 9
- 1806 Generalmajor Johann Maria Philipp Frimont von Palota, Fürst von Antrodocco
- 1832 Feldmarschalleutnant Georg Freiherr von Wieland
- 1833 Nikolaus I. Kaiser v. Russland
- 1849 Feldmarschalleutnant Franz Prinz von und zu Liechtenstein
- 1887 Feldmarschalleutnant Prinz von Thurn und Taxis

### Zweiter Inhaber
- 1833 Freiherr Georg von Wieland († 1849)

## Gefechtskalender
→Großer Türkenkrieg
- 1688 Unmittelbar nach der Aufstellung wurde das Regiment in Bosnien gegen die Türken eingesetzt
- 1689 Verlegung an den Rhein
- 1698 Verlegung nach Ungarn. Große Verluste in einem Scharmützel bei Groß-Becskerek

→Spanischer Erbfolgekrieg
- 1702 Kämpfe in Italien
- 1706 Schlacht bei Turin
- 1708 Besetzung des Kirchenstaates
- 1713 Verlegung an den Rhein, Streif- und Patrouillendienste

→Venezianisch-Österreichischer Türkenkrieg
- 1716–17 Kämpfe gegen die Türken bei Peterwardein, Temesvár und Belgrad.

→Krieg der Quadrupelallianz
- 1719 Kämpfe in Italien, Teilnahme an der Belagerung von Messina. Das Regiment blieb dort bis 1734

→Russisch-Österreichischer Türkenkrieg (1736–1739)
- 1737–39 Kämpfe in Serbien, dem Banat und an der kroatisch-türkischen Grenze

→Österreichischer Erbfolgekrieg
- Kämpfe in Schlesien und Böhmen, Teilnahme an der Belagerung von Prag. Gefechte in der Oberpfalz. Abgestellt zur Armee Herzog von Lothringen am Rhein Kämpfe bei Halberschwerdt, Reich-Hennersdorf, in der Schlacht bei Hohenfriedberg und bei Soor
- 1746 Kämpfe in den spanischen Niederlanden in den Niederlanden gegen die Franzosen

→Siebenjähriger Krieg
- 1757–58 Kämpfe in Böhmen und Schlesien, Schlacht bei Kolin, Kämpfe bei Görlitz und Breslau, Schlacht bei Leuthen
- 1759 Schlacht bei Kunersdorf
- 1762 Kämpfe bei Burkersdorf und Peilau

→Russisch-Österreichischer Türkenkrieg (1787–1792)
- 1788 Verlegt zum Korps Coburg auf den ungarisch-türkischen Kriegsschauplatz. Gefechte bei Botoșani, Larga und Iași und bei Mehadia
- 1789 Teilnahme an der Belagerung von Belgrad und Gladova

→Koalitionskriege
- 1793 Bei der Armee am Rhein mit kleineren Gefechten bei Offenbach, Ottersheim und Knittelsheim.
- 1796 Verlegt nach Italien führte das Regiment Rückzugsgefechte bei Castiglione und bei Tarvis
- 1800 Kämpfe in Italien und Tirol. Schlacht bei Marengo und Kämpfe bei Valeggio-Pozzolo.
- 1805–13 Kämpfe in Italien

→Befreiungskriege
- 1813 Kämpfe in Innerösterreich im Bezirk Hermagor, bei St. Georgen und Bruneck. Eine nach Venetien detachierte Division kämpfte mit Auszeichnung im Scharmützel bei Castelfranco und Cittadella. Gefecht bei Rezzonico. Hier erhielten zwei Offiziere den Maria-Theresia-Orden

→Herrschaft der Hundert Tage
- 1815 Patrouillen- und Sicherungsdienste in Italien und Frankreich

→Risorgimento
- 1821 Feldzug nach Neapel

→Revolution von 1848/1849 im Kaisertum Österreich
- 1848/49 Während der Revolution 1848/49 kam das Regiment dem Aufruf der ungarischen Sezessionsregierung nach und kämpfte gegen die kaiserlichen Truppen und deren Verbündete

→Deutsch-Dänischer Krieg
- 1864 Gefechte im Herzogtum Schleswig. Das Regiment rückte bis Jütland vor

→Deutscher Krieg
- 1866 Aufgeteilt kämpfte das Regiment bei Langenbruck, Gitschin, in der Schlacht von Königgrätz, bei  Hollabrunn und Ulrichskirchen.

→Erster Weltkrieg und Verbleib
Im Ersten Weltkrieg sahen sich die Husaren den unterschiedlichsten Verwendungen ausgesetzt. Sie kämpften zunächst im Regimentsverband kavalleristisch, wurden aber auch auf allen Kriegsschauplätzen infanteristisch verwendet. Ob das Regiment als Verband oder aufgeteilt als Divisionskavallerie eingesetzt war, ist gegenwärtig nicht bekannt. Der Status als Kavallerie-Regiment bestand bis Kriegsende.
Nach Ende des Krieges kehrte das Regiment geordnet aus Bulgarien zurück und wurde in Budapest demobilisiert.

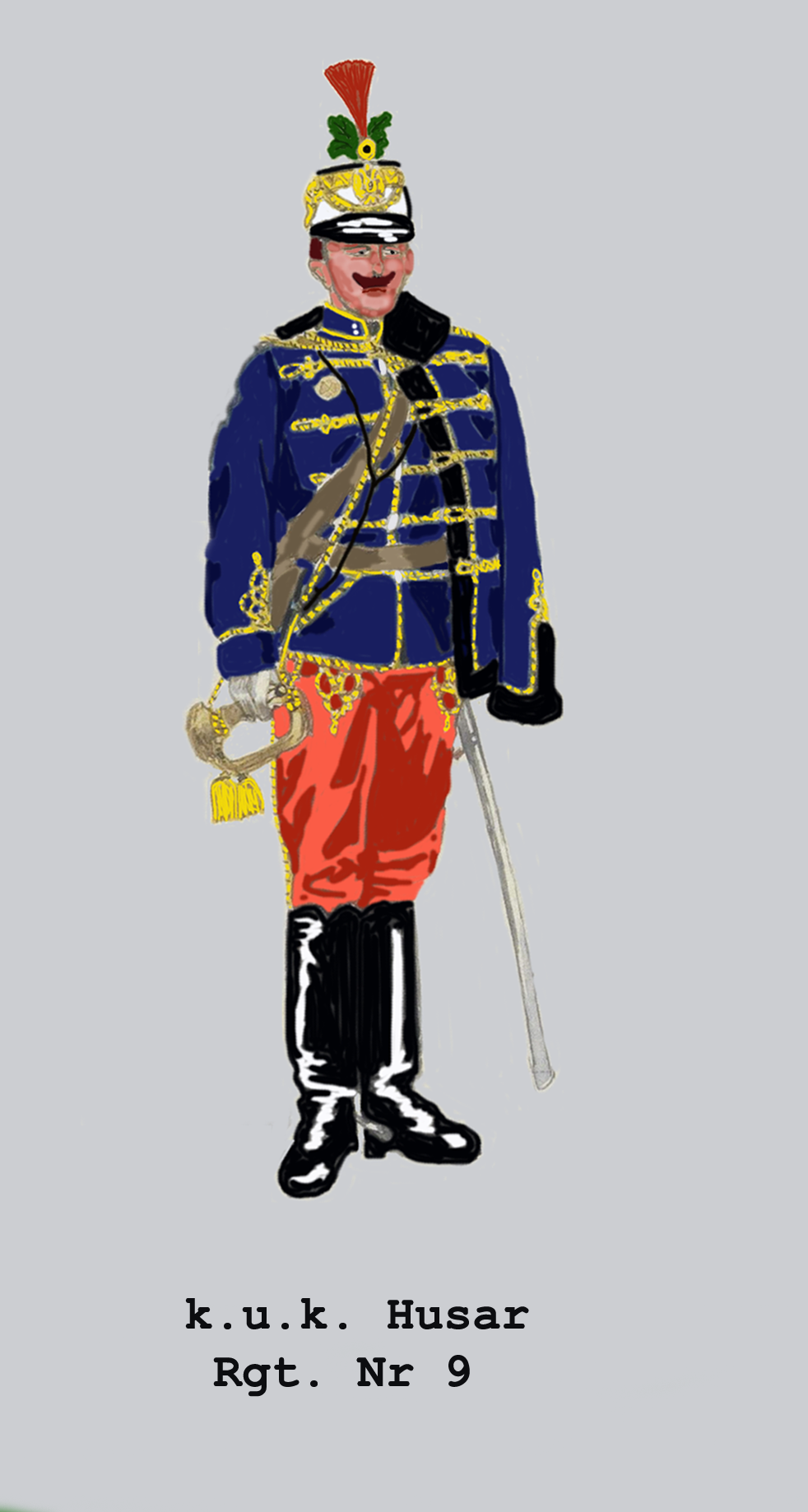
Uniform bis 1916

## Gliederung
Ein Regiment bestand in der Österreichisch-Ungarischen Kavallerie in der Regel ursprünglich aus drei bis vier (in der Ausnahme auch mehr) Divisionen. (Mit Division wurde hier ein Verband in Bataillonsstärke bezeichnet. Die richtige Division wurde Infanterie- oder Kavallerie-Truppendivision genannt.) Jede Division hatte drei Eskadronen, deren jede wiederum aus zwei Kompanien bestand. Die Anzahl der Reiter in den einzelnen Teileinheiten schwankte, lag jedoch normalerweise bei etwa 80 Reitern je Kompanie.
Die einzelnen Divisionen wurden nach ihren formalen Führern benannt:
- die 1. Division war die Oberst-Division
- die 2. Division war die Oberstlieutenant (Oberstleutnant)-Division
- die 3. Division war die Majors-Division
- die 4. Division war die 2. Majors-Division

Im Zuge der Heeresreform wurden die Kavallerie-Regimenter ab 1860 auf zwei Divisionen reduziert.
Bis zum Jahre 1798 wurden die Regimenter nach ihren jeweiligen Inhabern (die nicht auch die Kommandanten sein mussten) genannt. Eine verbindliche Regelung der Schreibweise existierte nicht. (z. B. Regiment Graf Serbelloni – oder Regiment Serbelloni.) Mit jedem Inhaberwechsel änderte das betroffene Regiment seinen Namen. Nach 1798 galt vorrangig die nummerierte Bezeichnung, die unter Umständen mit dem Namen des Inhabers verbunden werden konnte.
Bedingt durch diese ständige Umbenennung sind die Regimentsgeschichten der österreichisch-ungarischen Kavallerie nur sehr schwer zu verfolgen. Hinzu kommt die ständige und dem Anschein nach willkürliche, zu Teil mehrfache Umklassifizierung der Verbände. (Zum Beispiel: K.u.k. Böhmisches Dragoner-Regiment „Fürst zu Windisch-Graetz“ Nr. 14)
- siehe: k.u.k. Husaren